# Corinne Niogret
Corinne Niogret (n. 20 noiembrie 1972, Nantua, Rhône-Alpes, Franța) este o biatlonistă ce a reprezentat Franța, medaliată olimpică. A participat la 4 ediții ale Jocurilor Olimpice (1992, 1994, 1998, 2002) în care a câștigat o medalie de aur și o medalie de bronz.